# Xcel Energy Center
Xcel Energy Center je sportovní aréna v Saint Paulu, ve státě Minnesota. Otevřena byla v roce 2000, svůj název získala dle společnosti Xcel Energy, která zakoupila práva na název arény. Nachází se v centru města Saint Paul. V roce 2004 byla sportovním kanálem EPSN vyhlášena za nejlepší sportovní arénu Spojených států a v témže roce během NHL All-Star Game aréna dosáhla absolutní divácký rekord na jeden zápas s počtem 19 434 návštěvníků. Roku 2008 pak byla místem konání celostátního sněmu americké republikánské strany.
Ve veřejných prostorách hlavní haly se nacházejí hokejové dresy všech minnesotských středních škol. V roce 2011 se zde poprvé konal vstupní draft NHL. Stadion je také místem koncertů populárních umělců.